# Strauhof

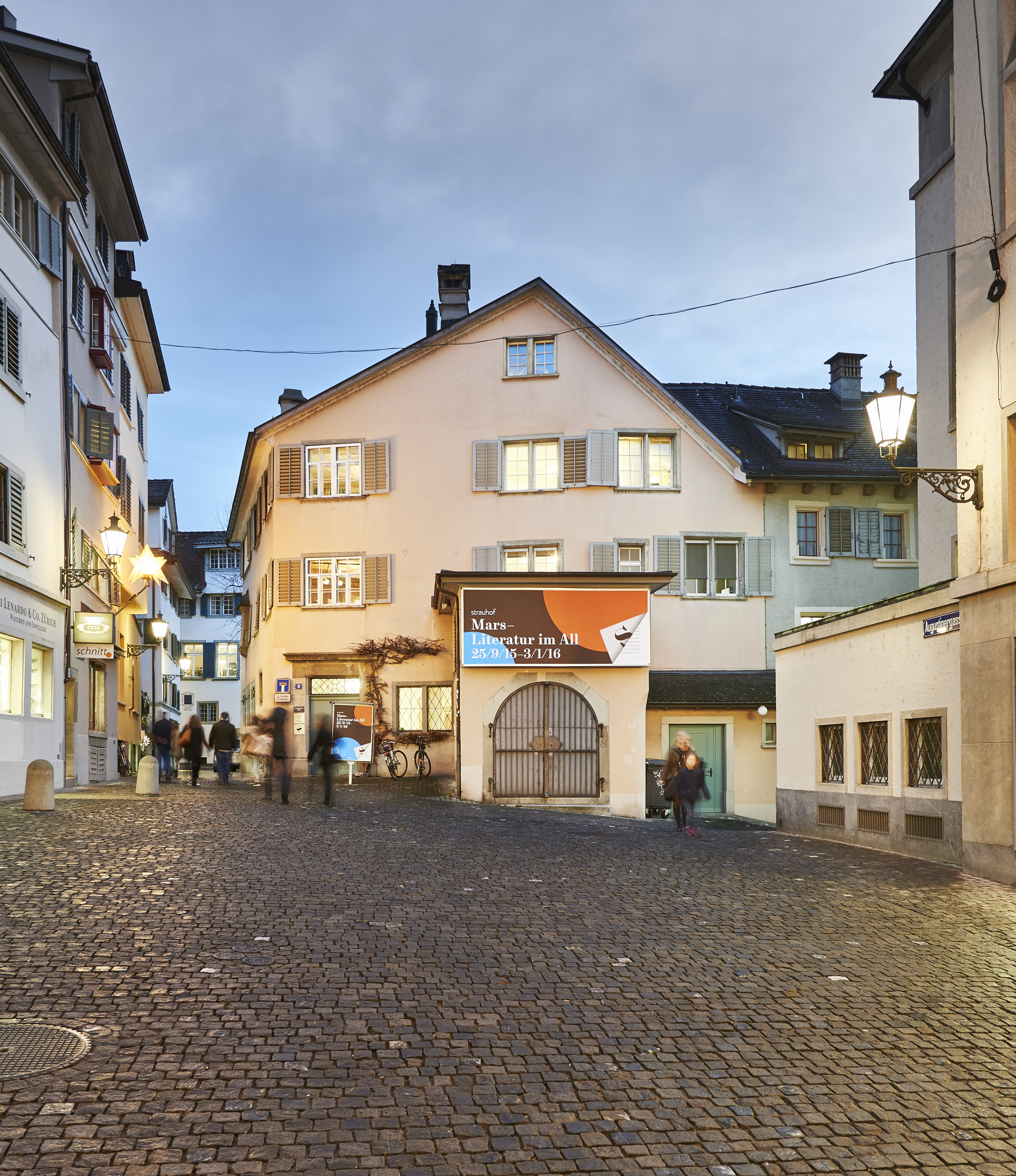
Strauhof Zürich

Der Strauhof ist ein Literaturhaus in Zürich. Das barocke Bürgerhaus liegt mitten in der Altstadt von Zürich an der Augustinergasse 9 und verfügt über Ausstellungsfläche auf zwei Geschossen. Der Strauhof wird vom gemeinnützigen «Verein Literaturmuseum Zürich» getragen. Er sieht sich «an der Schnittstelle zwischen Literatur und deren räumlicher Inszenierung». Es werden wechselnde Ausstellungen «zu Fakten und Fiktionen, zu Geschichten und Gedichten gezeigt». Klassische Werke und aktuelle Themen sollen so erfahrbar gemacht werden. Im selben Gebäude ist seit 1989 die Zürcher James Joyce-Stiftung beheimatet.

## Geschichte
Der heutige Charakter des barocken Bürgerhauses Das Haus zum Strauhof geht auf das Jahr 1772 zurück und ist im Wesentlichen erhalten geblieben. Seit den 1950er-Jahren wird die Liegenschaft vom Präsidialdepartement der Stadt Zürich für kulturelle Veranstaltungen genutzt. Nach einer umfassenden Instandsetzung wurde der Strauhof 1989 von der städtischen Kunstkammer zum Museum für kulturgeschichtliche Ausstellungen, wobei sich der Fokus im Verlaufe der Jahre vermehrt auf literarische Inhalte zu richten begann.

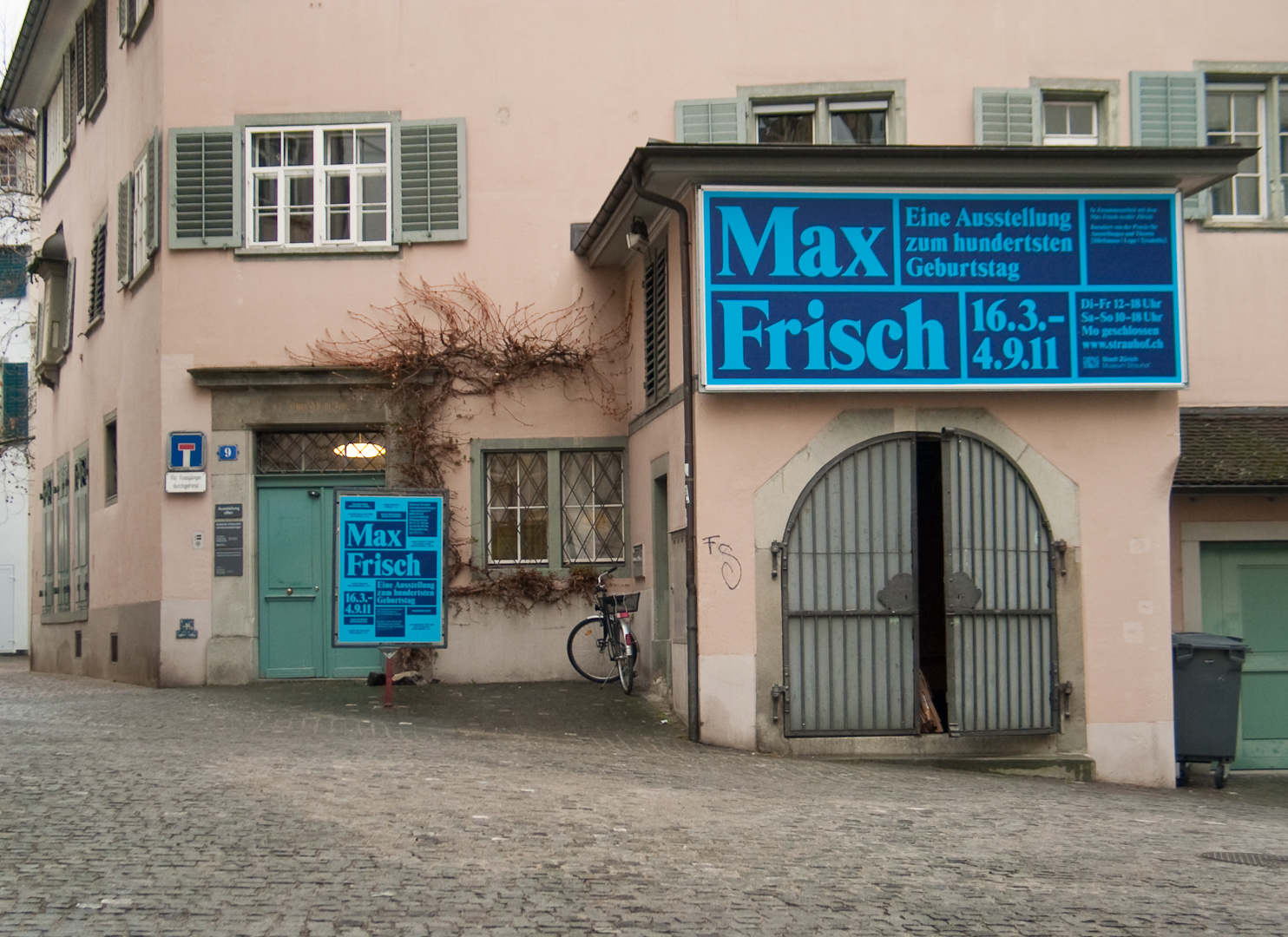
Ausstellung zum 100. Geburtstag von Max Frisch, Strauhof, Zürich, 2011

Im Jahr 2002 übernahm Roman Hess, Bereichsleiter Literatur der Kulturabteilung der Stadt Zürich, die Leitung des Strauhofs und positionierte das Haus als Museum für literarische Ausstellungen. Im Zuge einer Restrukturierung der Zürcher Literaturförderung wurde 2013 die Schliessung des Museums Strauhof angekündigt. Dies löste eine breite Kontroverse und internationalen Protest aus, und rief unzählige Schweizer Kunstschaffende auf den Plan. Das Museum hatte unter der Leitung von Roman Hess breite Bekanntheit als Ausstellungsraum für Literatur erhalten.
Eine Petition mit über 4000 Unterschriften gegen die Errichtung eines Schreiblabors für Jugendliche in den Räumen an der Augustinergasse und die alternative Verschiebung des Strauhof an die Bärengasse, war erfolgreich. Der Protest von Privatpersonen wie auch Professoren, Vertretern von namhaften Museen und Kulturinstitutionen führte letztlich zur Entscheidung, im Strauhof weiterhin Literaturausstellungen stattfinden zu lassen. Das geplante Schreiblabor Jull wurde daraufhin an der Bärengasse eingerichtet. Der Strauhof durfte in den gewohnten Räumlichkeiten an der Augustinergasse 9 bestehen bleiben.
Nach einer öffentlichen Ausschreibung übertrug der Stadtrat Ende 2014 auf Empfehlung einer Expertenjury unter dem Vorsitz der Publizistin Klara Obermüller den Betrieb des Strauhofs dem gemeinnützigen «Verein Literaturmuseum Zürich» für vorerst drei Jahre. Vor der Übergabe an die neue Trägerschaft am 1. Juli 2015 wurde die Liegenschaft im Frühjahr 2015 durch den Literaturhistoriker Charles Linsmayer und die Gemeinschaft Publishers in Residence zwischengenutzt.
2017 beschloss der Gemeinderat nach Abschluss der dreijährigen Pilotphase die Überführung des Strauhofs in einen Normalbetrieb und die Erhöhung des Betriebsbeitrages. Die Leitung unterlag von 2015 bis 2018 Gesa Schneider und Rémi Jaccard und seit 2018 Rémi Jaccard und Philip Sippel. Ihrem Bestreben nach werden in den Literaturausstellungen vermehrt gesellschaftliche Aktualitäten aufgegriffen und stärkere Synergien im Kulturbereich geschaffen.

## Konzept
Der Strauhof ist im engeren Sinn kein Museum, weil das Ausstellungshaus über keine eigene Sammlung verfügt. Unter der Leitung von Rémi Jaccard und Philip Sippel beleuchtet der Strauhof ausgehend von aktuellen Fragestellungen historische und gesellschaftliche Prozesse: Mit Ausstellungen, einem Veranstaltungsteil und Vermittlungsangeboten fördert der Strauhof das Wissen um und das Verständnis für Literatur. Die Ausstellungen widmen sich entweder Autoren oder Themen. Zwischen den Ausstellungen werden zudem mit der Vergabe einer Wild Card regelmässig Projekte diverser Kollektive ermöglicht, die sich zwischen Literatur, räumlicher Inszenierung und gesellschaftlichen Fragen bewegen.

## Ausstellungen ab 2015
- 2025: Virginia Woolf & Mrs. Dalloway. 7. Februar bis 18. Mai 2025.
- 2024: Maschinenpoesie. 4. Oktober 2024 bis 12. Januar 2025.
- 2024: Hugo Loetscher – So wenig Buchstaben und so viel Welt. 13. Juni bis 8. September 2024.
- 2024: litafrika – Abidjan & Accra. 7. Juni bis 8. September 2024.
- 2024: Kafka – Türen, Tod & Texte. 8. Februar bis 12. Mai 2024.
- 2023: Enfants Terribles – Unheimliche Kindergeschichten. 7. Oktober 2023 bis 7. Januar 2024.
- 2023: litafrika: Artistic Encounters. 16. Juni bis 10. September 2023.
- 2023: Liv Strömquist – Fruits of Knowledge. 8. Juni bis 10. September 2023.
- 2023: Satanische Verse & verbotene Bücher. 2. März bis 21. Mai 2023.
- 2022: Climate Fiction. 6. Oktober 2022 bis 8. Januar 2023.
- 2022: Carl Seelig: Drei Briefwechsel. 15. Oktober 2022 bis 8. Januar 2023.
- 2022: litafrika: Poesien eines Kontinents. 3. Juni bis 4. September 2022.
- 2022: Denn wenn Chloe Olivia mag …. 10. Juni bis 4. September 2022.
- 2022: Ulysses von 100 Seiten. 22. Februar bis 1. Mai 2022.
- 2021: on waiting… for their words to leave our mouth. 3. Dezember 2021 bis 9. Januar 2022.
- 2021: Kurt Marti – Eros. Engagement. Endlichkeit. 27. August bis 21. November 2021.
- 2021: Iris von Roten – Frauen im Laufgitter. 2. März bis 30. Mai 2021.
- 2020/21: Kosmos Dürrenmatt. 22. Oktober 2020 bis 10. Januar 2021.
- 2020: Ausbruch und Rausch. Zürich 1975–1980 Frauen Kunst Punk. 21. August bis 4. Oktober 2020.
- 2020: Hannes Binder – Die doppelte Lektüre. 7. Februar bis 26. Juli 2020.
- 2019/20: Thomas Mann in Amerika. 24. Oktober 2019 bis 19. Januar 2020.
- 2019: Gedicht / Gesicht. 28. Juni bis 15. September 2019.
- 2019: Gottfried Keller – Der träumende Realist. 1. März bis 26. Mai 2019.
- 2018/19: Frankenstein – Von Mary Shelley zum Silicon Valley. 5. Oktober 2018 bis 13. Januar 2019.
- 2018: Das Jüdische an Mr. Bloom – Menschen, Bücher, Städte. 24. August bis 16. September 2018.
- 2018: Teju Cole – Blind Spot. 8. Juni bis 29. Juli 2018.
- 2018: Das Wort. 8. Februar bis 27. Mai 2018.
- 2017: Rilke und Russland. 16. September bis 10. Dezember 2017.
- 2017: Frischs Fiche und andere Geschichten aus dem Kalten Krieg. 10. Juni bis 20. August 2017.
- 2017: Schreibrausch – Faszination Inspiration. 10. Februar bis 7. Mai 2017.
- 2016/17: Gomringer & Gomringer. 6. Oktober 2016 bis 8. Januar 2017.
- 2016: Anarchie! Fakten und Fiktionen. 10. Juni bis 4. September 2016.
- 2016: Friedrich Glauser – Ce n’est pas très beau. 5. Februar bis 8. Mai 2016.
- 2015/16: Mars – Literatur im All. 25. September 2015 bis 3. Januar 2016.

Wild Cards
- 2021: Wild Card 13: Omanut trifft John Elsas. 30. Juni bis 8. August 2021.
- 2021: Wild Card 12: Explosion der Wörter. 9. bis 20. Juni 2021.
- 2020: Wild Card 11: Nachbilder. abgesagt.
- 2020: Wild Card 10: sich erinnern. 21. Februar bis 17. Mai 2020.
- 2019: Wild Card 9: Shifting Sands. 22. bis 28. September 2019.
- 2019: Wild Card 8: Caution – slippery when wet!. 30. Mai bis 9. Juni 2019.
- 2019: Wild Card 7: Perec Polyphony. 24. bis 27. Januar 2019.
- 2018: Wild Card 6: The War and Peace Project. 22. Dezember 2017 bis 7. Januar 2018.
- 2017: Wild Card 5: Mut zur Verantwortung. 15. bis 21. Mai 2017.
- 2017: Wild Card 4: Mischgewebe. 14. bis 15. Januar 2017.
- 2016: Wild Card 3: Literaturtelefon 0900 900 123. 9. bis 12. September 2016.
- 2016: Wild Card 2: Nebula – Temporary Desirable Spaces. 20. bis 22. Mai 2016.
- 2016: Wild Card 1: message salon. 9. bis 15. Januar 2016.
- 2015: Wild Card 0. 29. Juli 2015.